# Jerzy Dybczak
Jerzy Wacław Dybczak, ps. Dąb (ur. 2 stycznia 1922, zm. 18 lub 21 sierpnia 1944) – polski harcerz, kapral podchorąży, dowódca drużyny w plutonie Grup Szturmowych, poległy w powstaniu warszawskim.

## Życiorys
Syn Franciszka Dybczaka, kapitana Wojska Polskiego, byłego legionisty, szefa kancelarii Dowództwa Okręgu Korpusu I Warszawa, internowanego w Rumunii, więźnia oflagów, i nauczycielki Marii Zofii z Olszańskich; brat Bogusława, Kazimierza i Teresy (zam. Zielińskiej). 
W 1938 roku ukończył Gimnazjum im. Króla Władysława IV w Warszawie i rozpoczął naukę w Korpusie Kadetów nr 2 w Rawiczu, którą przerwał wybuch II wojny światowej. Ewakuowany wraz z rodzicami do Lwowa, wziął udział wraz z bratem Bogusławem w obronie Lwowa; po kapitulacji miasta powrócił do Warszawy.
Podczas okupacji kontynuował naukę w ramach tajnych kompletów Liceum im. Władysława IV (matura najprawdopodobniej w czerwcu 1942). Po maturze uczył się w Prywatnej Szkole Zawodowej dla Pomocniczego Personelu Sanitarnego (tzw. Szkoła dr. Jana Zaorskiego), która pod przykrywką szkoły średniej kształciła studentów pierwszych lat studiów medycznych.
Harcerz 17 Warszawskiej Drużyny Harcerskiej przed 1939 i w okresie okupacji, był sekcyjnym CP-300 (młodsza 17 WDH w konspiracji), a następnie w latach 1942–1944 drużynowy drużyny praskich Bojowych Szkół BS-PR-300. W 1942 odbył kilkumiesięczne szkolenie wojskowe „Wiarus” i uczestniczył w tzw. II turnusie (klasa B) Szkoły Podchorążych Rezerwy Piechoty „Agricola” (według relacji m.in. Zbigniewa Klimasa to właśnie w mieszkaniu rodziny Dybczaków przy ul. Targowej 44 m. 25 odbyła się 24 grudnia 1942 roku nominacja całej klasy B na kaprali podchorążych). Po przejściu do kadry instruktorskiej Jerzy Dybczak sam szkolił podchorążych Agricoli i przeprowadzał egzaminy. Był zastępcą dowódcy i dowódca drużyny Grup Szturmowych GS-PR-100 – jednej z trzech drużyn w plutonie GS „Jurand”, który tuż przed wybuchem Powstania włączono do nowo powstającej trzeciej kompanii Batalionu „Zośka”. 
Pracował jako zaopatrzeniowiec i sprzedawca na Bazarze Różyckiego w budce zakupionej przez matkę. Według kilku relacji budka ta wykorzystywana była jako konspiracyjny punkt kontaktowy.
Zakwaterowany przed wybuchem powstania warszawskiego w mieszkaniu kolegi na ul. Długiej, otrzymał przydział do walczącego na Starym Mieście batalionu „Dzik”. Poległ w rejonie ul. Rybaki: podczas obrony Szkoły Powszechnej nr 3 przy ul. Rybaki 32, lub na placówce „Pekin-Madryt” (Dom Polonii Zagranicznej, ul. Rybaki 14/16), albo też podczas natarcia na boisku „Polonii”. Pochowany wraz z bratem Bogusławem Dybczakiem ps. Georg, który również zginął w powstaniu z powodu odniesionych ran, w Ogrodzie Krasińskich, a po ekshumacji – na Cmentarzu Wojskowym na Powązkach (kwatera A25 - 16 - 24).
Odznaczony Krzyżem Walecznych i pośmiertnie Krzyżem z Mieczami Orderu Krzyża Niepodległości w 2019. Jedna z sanitariuszek zadedykowała mu wiersz Podchorążemu „Dębowi”.